# Marcus Nikkanen
Marcus Rafael Nikkanen (Helsinki, 26 gennaio 1904 – Helsinki, 28 marzo 1985) è stato un pattinatore artistico su ghiaccio finlandese, specializzato nel singolo.

## Palmarès
| Internazionali            | Internazionali | Internazionali | Internazionali | Internazionali | Internazionali | Internazionali | Internazionali | Internazionali | Internazionali | Internazionali | Internazionali | Internazionali | Internazionali | Internazionali | Internazionali |
| Evento                    | 1927           | 1928           | 1929           | 1930           | 1931           | 1932           | 1933           | 1934           | 1935           | 1936           | 1937           | 1938           | 1939           | 1945           | 1946           |
| ------------------------- | -------------- | -------------- | -------------- | -------------- | -------------- | -------------- | -------------- | -------------- | -------------- | -------------- | -------------- | -------------- | -------------- | -------------- | -------------- |
| Giochi olimpici invernali |                | 6°             |                |                |                | 4°             |                |                |                | 7°             |                |                |                |                |                |
| Campionati mondiali       |                |                | 6°             |                | 7°             | 4°             | 3°             | 4°             | 5°             |                | 7°             |                |                |                |                |
| Campionati europei        |                |                |                | 3°             |                |                |                |                | 5°             | 6°             | 7°             |                |                |                |                |
| Nordics                   |                |                |                |                |                |                |                |                |                |                |                |                |                |                | 3°             |
| Nazionali                 |                |                |                |                |                |                |                |                |                |                |                |                |                |                |                |
| Campionati finlandesi     | 1°             | 1°             | 1°             | 1°             |                |                |                | 1°             | 1°             |                |                | 1°             | 1°             | 1°             | 1°             |